# L'uomo che amò Gatta Danzante (film)
L'uomo che amò Gatta Danzante è un film western di Richard C. Sarafian del 1973, tratto dal romanzo omonimo di Marilyn Durham.

## Trama
Quattro uomini rapinano un treno presso una fermata nel deserto. Tra questi c'è Jay Grobart, ex capitano dell'esercito, appena libero dopo avere scontato la pena per avere ucciso un uomo. Alla rapina assiste Catherine Crocker che stava fuggendo dal marito, uomo ricco ma violento. La donna, scomoda testimone, deve unirsi forzatamente alla fuga dei quattro rapinatori.
Un detective della ferrovia si mette alla loro caccia. L'inseguimento si complica quando, durante il tragitto, Jay e Catherine si innamorano e raggiungono un villaggio di Scioscioni in cui sono stati allevati i due figli (un ragazzo e una ragazza) che Grobart aveva avuto da Gatta Danzante, la sua amante nativa americana assassinata e da lui vendicata. I ragazzi manifestano al padre l'intenzione di non volersi staccare dal villaggio in cui sono cresciuti, sicché Grobart decide di lasciarvi anche Catherine con la refurtiva. Lui tuttavia è costretto a proseguire la fuga perché inseguito dagli uomini dello sceriffo Lapchance e, tra questi, anche da Crocker, marito di Catherine, che lo vuole morto, nonostante il bottino sia stato recuperato. Durante la notte Catherine raggiunge Jay in una grotta dove si era rifugiato, ma presto arriva anche Crocker che, sparando da lontano, ferisce il ricercato. Catherine sfila la pistola dalla fondina di Jay e riesce a uccidere il marito prima che si avvicini.
Lo sceriffo ordina ai suoi uomini di caricare il corpo di Crocker su un cavallo da soma e di portarlo via ma, visto che la refurtiva è stata recuperata, lascia Grobart libero e gli consegna il cavallo di Crocker. Grobart si rialza e abbraccia Catherine.

## Produzione
Marilyn Durham era una casalinga appassionata di western all'italiana. Lettrice accanita e scrittrice autodidatta, si ispirò proprio a questi film per scrivere il romanzo L'uomo che amò Gatta Danzante, che ebbe un enorme successo commerciale negli Stati Uniti. 
Sulla scia di altri western femministi e "revisionisti" che avevano avuto successo nei primi anni '70, la MGM  acquistò i diritti del romanzo addirittura prima che venisse pubblicato, su consiglio della sceneggiatrice Eleanor Perry che ne aveva letto le bozze. La regia fu assegnata a Brian G. Hutton, ma quest'ultimo dovette rinunciare perché impegnato nella post-produzione di un altro suo film. Protagonisti avrebbero dovuto essere Steve McQueen e Ali MacGraw, ma i due rifiutarono. Per il ruolo femminile si era anche pensato a Jane Fonda e a Candice Bergen.
Il film fu girato tra Utah e Arizona, ma la produzione fu difficile a causa di alcuni contrattempi: durante le riprese il ventiseienne David A. Whiting, manager di Sarah Miles, fu trovato senza vita nel bagno di quest'ultima. Nell'inchiesta che ne seguì fu coinvolto anche Burt Reynolds perché la sera precedente c'era stato un alterco fra i due con una pesante colluttazione, ma il giovane in realtà era morto per overdose e Reynolds fu scagionato. Le riprese dovettero essere poi sospese ancora per una settimana perché Reynolds fu costretto a sottoporsi d'urgenza a un intervento d'ernia inguinale, insorta dopo un'altra esagerata scazzottatura con Jack Warden. Infine la colonna sonora, preparata da Michel Legrand per il film, fu rifiutata dalla produzione e fu scelto un commento musicale firmato da John Williams, comprendente anche il brano Dream Away cantato da Frank Sinatra e inserito nell'album Ol' Blue Eyes Is Back